# Lesley-Ann Brandt
Lesley-Ann Brandt   (Ciutat del Cap, 2 de desembre de 1981) és una actriu sud-africana. El 1999 va emigrar amb els seus pares i el seu germà petit a Auckland, Nova Zelanda, on va començar la seva carrera artística, primer com a model i després participant en diverses campanyes publicitàries. Va aparèixer en dues sèries de televisió neozelandeses: Shortland Street (2007) i Diplomatic Immunity (2009); però el reconeixement internacional li va arribar amb la sèrie de televisió Spartacus: Blood and Sand (2010) on va interpretar el paper de Naevia, una esclava.
Posteriorment, va actuar en un paper recurrent a la sèrie The Librarians (2014). Actualment i des de 2016, l'actriu interpreta a Mazikeen "Maze", una dimoni, amiga i confident de Lucifer, a la sèrie estatunidenca Lucifer.